# Neustift im Stubaital
Neustift im Stubaital é um município da Áustria, situado no distrito de Innsbruck-Land, no estado do Tirol. Tem 248,88 km² de área e sua população em 2019 foi estimada em 4.785 habitantes.